# New Ferry
New Ferry är en ort i Storbritannien.   Den ligger i distriktet Wirral i Merseyside i riksdelen England, i den centrala delen av landet, 280 km nordväst om huvudstaden London. New Ferry ligger 24 meter över havet och antalet invånare är 5 300.
Terrängen runt New Ferry är platt. Havet är nära New Ferry åt sydost.  Närmaste större samhälle är Liverpool, 5,7 km norr om New Ferry. 